# Karolinatita
Karolinatita (Poecile carolinensis) är en nordamerikansk fågel i familjen mesar inom ordningen tättingar.

## Kännetecken

### Utseende
Karolinatitan är en medelstor (11,5-13 cm), typisk tita med svart hätta och haklapp, vita kinder och gråbrun ovansida. Den är mycket lik amerikansk talltita men är i genomsnitt mindre med kortare stjärt, mindre huvud och mindre bjärt fjäderdräkt. Vidare är de vita spetsarna på armpennorna snarare gråvita än vita och den vita kindfläcken grå mot nacken.

### Läten
Sången består av en klar visslande serie likt amerikanska talltitan, men ljusare och med tre till fem toner i serien. Även lätet är ljusare och även snabbare.

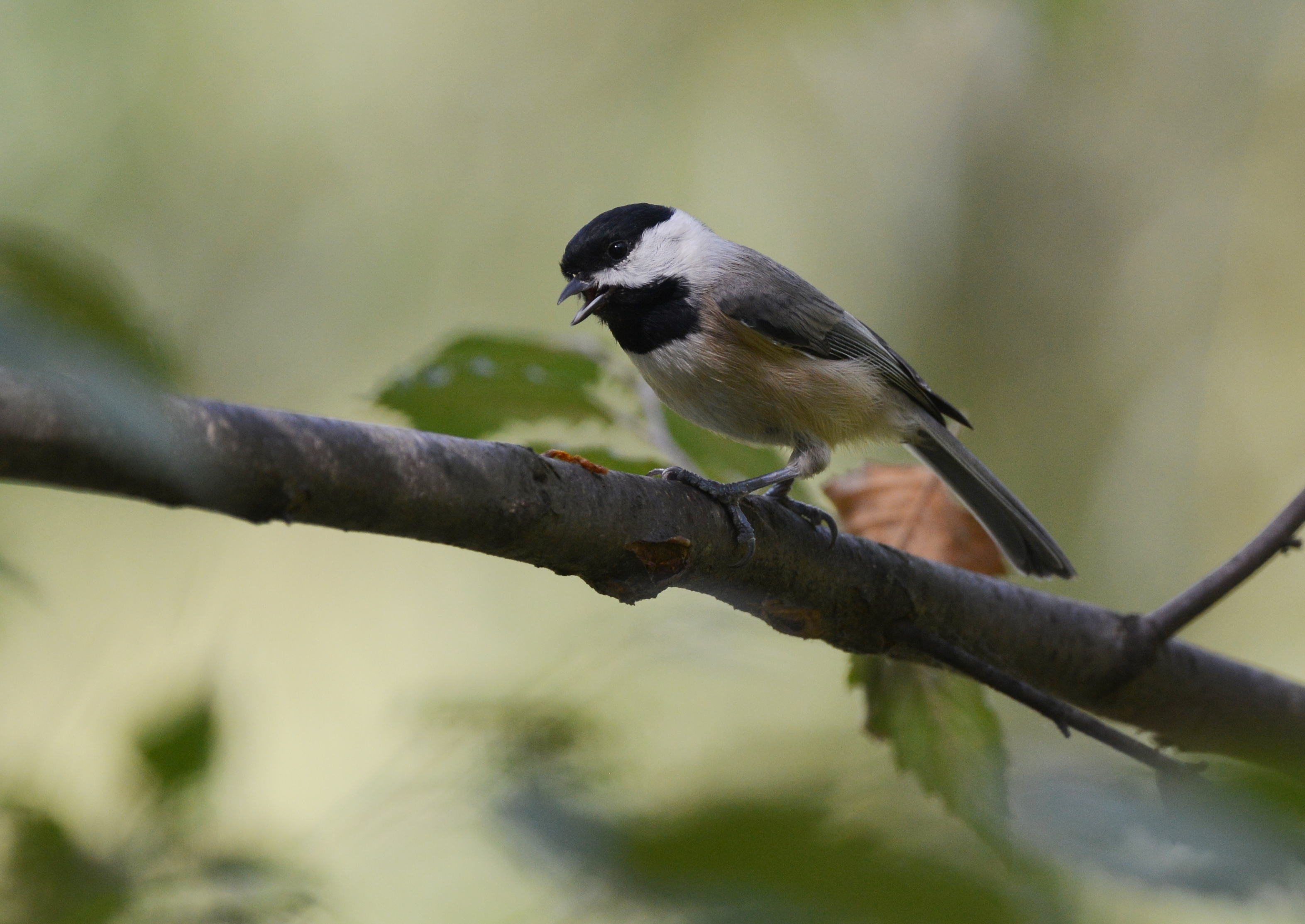

## Utbredning och systematik
Karolinatita delas upp i fyra underarter med följande utbredning:
- Poecile carolinensis atricapilloides – förekommer i sydcentrala USA (Kansas till Oklahoma och Texas)
- Poecile carolinensis agilis – södra USA (sydvästra Arkansas till västra Louisiana och östra Texas)
- Poecile carolinensis extimus – östra USA (östra Missouri till norra New Jersey, Kentucky och Virginia)
- Poecile carolinensis carolinensis – sydöstra USA (östra Arkansas till södra Virginia, Mississippi och Florida)

Karolinatitan hybridiserar med amerikansk talltita där deras utbredningsområden överlappar. Studier visar dock att de troligen skildes åt för mer än 2,5 miljoner år sedan.

### Släktestillhörighet
Arten placerade tidigare i det stora messläktet Parus. Data från jämförande studier av DNA och morfologi visade att en uppdelning av släktet bättre beskriver mesfåglarnas släktskap varför de flesta auktoriteter idag behandlar Poecile som ett distinkt släkte.

## Levnadssätt
Karolinatitan hittas i olika skogsbiotoper som öppen lövskog, gärna utmed vattendrag, eller sumpskog. Födan består mestadels av små ryggradslösa djur och deras larver och ägg. Fågeln häckar från mitten av februari till början av juni och lägger en kull.

## Status och hot
Arten har ett stort utbredningsområde och en stor population med stabil utveckling. Utifrån dessa kriterier kategoriserar IUCN arten som livskraftig (LC).

## Namn
John James Audubon beskrev arten vetenskapligt medan han var i den amerikanska delstaten South Carolina, därav det vetenskapliga namnet carolinensis (och trivialnamnet Carolina Chickadee på engelska, översatt till karolinatita).